# Adolfo Consolini
Adolfo Consolini   (Costermano, 5 de gener de 1917 - Milà, 20 de desembre de 1969) fou un atleta italià, especialista en llançament de disc i guanyador de dues medalles olímpiques.

## Biografia
Va néixer el 5 de gener de 1917 a la ciutat de Costermano, població situada a la província de Verona (Vèneto), que en aquells moments formava part del Regne d'Itàlia i que avui dia forma part de la República Italiana.
Va morir el 20 de desembre de 1969 a la ciutat de Milà, població situada a la província del mateix nom (Llombardia), a conseqüència d'una hepatitis viral.

## Carrera esportiva
Especialista en el llançament de disc, als 31 anys va participar en els Jocs Olímpics d'Estiu de 1948 celebrats a Londres (Regne Unit), on va aconseguir guanyar la medalla d'or en aquesta prova olímpica amb un tir de 52.78 metres, establint així un nou rècord olímpic. En els Jocs Olímpics d'Estiu de 1952 realitzats a Hèlsinki (Finlàndia) aconseguí guanyar la medalla de plata, just per darrere del nord-americà Sim Iness. Posteriorment finalitzà sisè en els Jocs Olímpics d'Estiu de 1956 realitzats a Melbourne (Austràlia), guanyant així un diploma olímpic, i dissetè en els Jocs Olímpics d'Estiu de 1960 realitzats a Roma (Itàlia). En aquests Jocs, així mateix, fou l'encarregat de prestar el Jurament Olímpic per part dels atletes en la cerimònia inaugural dels Jocs.
Al llarg de la seva carrera guanyà tres medalles d'or en el Campionat d'Europa d'atletisme, així com una medalla d'or en els Jocs del Mediterrani. Va establir tres rècords del món de llançament de disc entre 1941 i 1948 fins a situar la marca en els 55,33 metres.

## Millors marques
- Llançament de disc. 56,98 metres (1955)[3]